# Villers-le-Lac
Villers-le-Lac település Franciaországban, Doubs megyében. Lakosainak száma 5248 fő (2022. január 1.). Villers-le-Lac Noël-Cerneux, La Chenalotte, Le Barboux, Grand’Combe-des-Bois, Les Planchettes, Les Brenets, Le Locle, Le Cerneux-Péquignot, Montlebon és Les Fins községekkel határos.

## Népesség
A település népessége az elmúlt években az alábbi módon változott:
| Lakosok száma | 3828 | 4142 | 4203 | 4339 | 4680 | 4819 | 4985 | 5188 | 5207 | 5248 |
|               | 1968 | 1982 | 1990 | 2006 | 2013 | 2015 | 2017 | 2019 | 2020 | 2022 |